# Béni Tamou
Béni Tamou (em árabe: بني تامو) é uma cidade e comuna localizada na província de Blida, Argélia. Segundo o censo de 2008, a população total da cidade era de 36 228 habitantes.